# Kamer van volksvertegenwoordigers (samenstelling 1949-1950)
De lijst van leden van de Belgische Kamer van volksvertegenwoordigers van 1949 tot 1950. De Kamer van volksvertegenwoordigers telde toen 212 leden.  Het nationale kiesstelsel was in die periode gebaseerd op algemeen enkelvoudig stemrecht voor alle Belgen van 21 jaar en ouder, volgens een systeem van evenredige vertegenwoordiging op basis van de methode-D'Hondt, gecombineerd met een districtenstelsel.
De 34ste legislatuur van de Kamer van volksvertegenwoordigers liep van 12 juli 1949 tot 9 maart 1950 en volgde uit de verkiezingen van 26 juni 1949.
Tijdens deze legislatuur was de regering-G. Eyskens I in functie, steunend op een meerderheid van de christendemocratische CVP-PSC en de Liberale Partij. De oppositie bestond dus uit BSP-PSB en KPB-PCB.

## Zittingen
In de 34ste zittingsperiode (1949-1950) vonden twee zittingen plaats. Van rechtswege kwamen de Kamers ieder jaar bijeen op de tweede dinsdag van november.
| Zitting               | Opening         | Sluiting        |
| --------------------- | --------------- | --------------- |
| buitengewone zitting  | 12 juli 1949    | 5 november 1949 |
| 2de zitting 1949-1950 | 8 november 1949 | 30 april 1950   |

## Samenstelling
| Fractie | Fractie         | Zetels |
| ------- | --------------- | ------ |
|         | CVP-PSC         | 105    |
|         | BSP-PSB         | 66     |
|         | Liberale Partij | 29     |
|         | KPB-PCB         | 12     |

## Lijst van de volksvertegenwoordigers
| Volksvertegenwoordiger                  | Partij  | Kieskring                 | Opmerkingen |
| --------------------------------------- | ------- | ------------------------- | --- |
| Leo Delwaide                            | CVP-PSC | Antwerpen                 | |
| Frans Van Cauwelaert                    | CVP-PSC | Antwerpen                 | Parlementsvoorzitter en voorzitter van de commissie Buitenlandse Zaken en Buitenlandse Handel en de commissie Binnenlandse Zaken.                                                         |
| Hendrik Marck                           | CVP-PSC | Antwerpen                 | Quaestor. |
| François-Xavier van der Straten-Waillet | CVP-PSC | Antwerpen                 | |
| Louis Kiebooms                          | CVP-PSC | Antwerpen                 | |
| Georges Loos                            | CVP-PSC | Antwerpen                 | |
| Albert Verlackt                         | CVP-PSC | Antwerpen                 | |
| Antoon Fimmers                          | CVP-PSC | Antwerpen                 | |
| Leo Scheere                             | CVP-PSC | Antwerpen                 | |
| Camille Huysmans                        | BSP-PSB | Antwerpen                 | |
| Willem Eekelers                         | BSP-PSB | Antwerpen                 | |
| Lode Craeybeckx                         | BSP-PSB | Antwerpen                 | |
| Louis Major                             | BSP-PSB | Antwerpen                 | |
| Frans Detiège                           | BSP-PSB | Antwerpen                 | |
| Mathilde Schroyens                      | BSP-PSB | Antwerpen                 | |
| Jos Van Eynde                           | BSP-PSB | Antwerpen                 | |
| Louis Joris                             | LP      | Antwerpen                 | Ondervoorzitter en voorzitter van de commissie Koloniën, de commissie Landsverdediging en de commissie Justitie.                                                                          |
| Willy Koninckx                          | LP      | Antwerpen                 | |
| Guillaume Lagrange                      | LP      | Antwerpen                 | |
| Frans Van den Branden                   | KPB-PCB | Antwerpen                 | |
| Alfons Verbist                          | CVP-PSC | Mechelen                  | |
| Edgar Maes                              | CVP-PSC | Mechelen                  | Secretaris. |
| Emiel Van Hamme                         | CVP-PSC | Mechelen                  | |
| Jos De Saeger                           | CVP-PSC | Mechelen                  | |
| Antoon Spinoy                           | BSP-PSB | Mechelen                  | |
| Jan Van Winghe                          | BSP-PSB | Mechelen                  | |
| Lode Peeters                            | CVP-PSC | Turnhout                  | |
| Julius Mertens                          | CVP-PSC | Turnhout                  | |
| Octaaf Verboven                         | CVP-PSC | Turnhout                  | |
| Leo De Peuter                           | CVP-PSC | Turnhout                  | |
| Kamiel Berghmans                        | CVP-PSC | Turnhout                  | |
| Augustinus Hens                         | BSP-PSB | Turnhout                  | |
| Henri Carton de Wiart                   | CVP-PSC | Brussel                   | |
| Charles du Bus de Warnaffe              | CVP-PSC | Brussel                   | |
| Arthur Gilson                           | CVP-PSC | Brussel                   | |
| Paul Humblet                            | CVP-PSC | Brussel                   | |
| André Saint-Rémy                        | CVP-PSC | Brussel                   | |
| Raymond Scheyven                        | CVP-PSC | Brussel                   | |
| Paul Vanden Boeynants                   | CVP-PSC | Brussel                   | |
| Marguerite De Riemaecker-Legot          | CVP-PSC | Brussel                   | |
| Jan Van den Eynde                       | CVP-PSC | Brussel                   | Quaestor. |
| Herman Vergels                          | CVP-PSC | Brussel                   | |
| Renaat Van Elslande                     | CVP-PSC | Brussel                   | |
| Albert Coppé                            | CVP-PSC | Brussel                   | |
| Paul-Henri Spaak                        | BSP-PSB | Brussel                   | |
| Fernand Brunfaut                        | BSP-PSB | Brussel                   | Ondervoorzitter en voorzitter van de commissie Verkeerswezen, de commissie Wederopbouw en de commissie Openbare Werken.                                                                   |
| Joseph Bracops                          | BSP-PSB | Brussel                   | |
| Isabelle Blume-Grégoire                 | BSP-PSB | Brussel                   | |
| Victor Larock                           | BSP-PSB | Brussel                   | |
| Hendrik Fayat                           | BSP-PSB | Brussel                   | |
| Frans Gelders                           | BSP-PSB | Brussel                   | |
| Léon Meysmans                           | BSP-PSB | Brussel                   | |
| Joseph Vanhellemont                     | BSP-PSB | Brussel                   | |
| Albert Devèze                           | LP      | Brussel                   | |
| Léon Mundeleer                          | LP      | Brussel                   | Voorzitter van de LP-fractie tot 11 augustus 1949. |
| Ernest Demuyter                         | LP      | Brussel                   | |
| Lucien Cooremans                        | LP      | Brussel                   | |
| Fernand Blum                            | LP      | Brussel                   | |
| Charles Jacques Janssens                | LP      | Brussel                   | Secretaris. |
| Gaston Van de Wiele                     | LP      | Brussel                   | |
| René Drèze                              | LP      | Brussel                   | |
| Edgard Lalmand                          | KPB-PCB | Brussel                   | |
| Raymond Dispy                           | KPB-PCB | Brussel                   | Voorzitter van de KPB-PCB-fractie. |
| Samuel Herssens                         | KPB-PCB | Brussel                   | |
| Albert de Vleeschauwer                  | CVP-PSC | Leuven                    | Voorzitter van de CVP-PSC-fractie tot 11 augustus 1949. |
| Gaston Eyskens                          | CVP-PSC | Leuven                    | |
| Lucien Mellaerts                        | CVP-PSC | Leuven                    | |
| Fernand Hermans                         | CVP-PSC | Leuven                    | |
| François Tielemans                      | BSP-PSB | Leuven                    | |
| Jozef Feyaerts                          | BSP-PSB | Leuven                    | |
| Paul Kronacker                          | LP      | Leuven                    | |
| Jules Descampe                          | CVP-PSC | Nijvel                    | |
| Léon Delhache                           | CVP-PSC | Nijvel                    | |
| Gaston Baccus                           | BSP-PSB | Nijvel                    | |
| Léon Ernest Deltenre                    | BSP-PSB | Nijvel                    | |
| Raymond Becquevort                      | LP      | Nijvel                    | |
| Gerard Eneman                           | CVP-PSC | Brugge                    | |
| Léopold Deschepper                      | CVP-PSC | Brugge                    | |
| Alfons De Nolf                          | CVP-PSC | Brugge                    | |
| Achiel Van Acker                        | BSP-PSB | Brugge                    | |
| Victor Sabbe                            | LP      | Brugge                    | |
| Alfred De Taeye                         | CVP-PSC | Kortrijk                  | |
| Omer Vandenberghe                       | CVP-PSC | Kortrijk                  | |
| Albert De Clerck                        | CVP-PSC | Kortrijk                  | |
| André Dequae                            | CVP-PSC | Kortrijk                  | |
| Jules Deconinck                         | BSP-PSB | Kortrijk                  | |
| Marcel Demets                           | BSP-PSB | Kortrijk                  | |
| Karel Goetghebeur                       | CVP-PSC | Veurne-Diksmuide-Oostende | |
| Godfried Develter                       | CVP-PSC | Veurne-Diksmuide-Oostende | |
| Jan Piers                               | CVP-PSC | Veurne-Diksmuide-Oostende | |
| Roger De Kinder                         | BSP-PSB | Veurne-Diksmuide-Oostende | |
| Adolphe Van Glabbeke                    | LP      | Veurne-Diksmuide-Oostende | |
| Albert De Gryse                         | CVP-PSC | Roeselare-Tielt           | |
| Camiel Verhamme                         | CVP-PSC | Roeselare-Tielt           | |
| Guido Gillès de Pelichy                 | CVP-PSC | Roeselare-Tielt           | |
| Magdalena Van Daele-Huys                | CVP-PSC | Roeselare-Tielt           | |
| Arthur Sercu                            | BSP-PSB | Roeselare-Tielt           | |
| Fernand Lefère                          | CVP-PSC | Ieper                     | |
| Edgard Missiaen                         | BSP-PSB | Ieper                     | Secretaris. |
| Hilaire Lahaye                          | LP      | Ieper                     | |
| Albert Vanden Berghe                    | CVP-PSC | Aalst                     | |
| Ludovic Moyersoen                       | CVP-PSC | Aalst                     | |
| Eugeen Moriau                           | CVP-PSC | Aalst                     | |
| Karel Fransman                          | CVP-PSC | Aalst                     | |
| Prosper De Bruyn                        | BSP-PSB | Aalst                     | |
| Louis D'haeseleer                       | LP      | Aalst                     | |
| Maurice Herman                          | CVP-PSC | Oudenaarde                | |
| Eugène Soudan                           | BSP-PSB | Oudenaarde                | |
| Alfred Amelot                           | LP      | Oudenaarde                | Secretaris. |
| August De Schryver                      | CVP-PSC | Gent-Eeklo                | |
| Camiel Struyvelt                        | CVP-PSC | Gent-Eeklo                | |
| Geeraard Van den Daele                  | CVP-PSC | Gent-Eeklo                | |
| Placide De Paepe                        | CVP-PSC | Gent-Eeklo                | |
| Paul Eeckman                            | CVP-PSC | Gent-Eeklo                | |
| Théo Lefèvre                            | CVP-PSC | Gent-Eeklo                | |
| Paul Supré                              | CVP-PSC | Gent-Eeklo                | |
| Edward Anseele jr.                      | BSP-PSB | Gent-Eeklo                | |
| Jozef Chalmet                           | BSP-PSB | Gent-Eeklo                | Quaestor. |
| Amédée De Keuleneir                     | BSP-PSB | Gent-Eeklo                | |
| Arthur De Sweemer                       | BSP-PSB | Gent-Eeklo                | |
| Henri Liebaert                          | LP      | Gent-Eeklo                | |
| Norbert Van Doorne                      | LP      | Gent-Eeklo                | |
| Hendrik Heyman                          | CVP-PSC | Sint-Niklaas              | Ondervoorzitter en voorzitter van de commissie Economische Zaken en Middenstand, de commissie Landbouw en de commissie Arbeid en Sociale Voorzorg.                                        |
| Jozef Van Royen                         | CVP-PSC | Sint-Niklaas              | |
| Frans Van Goey                          | CVP-PSC | Sint-Niklaas              | |
| Jozef Vercauteren                       | BSP-PSB | Sint-Niklaas              | |
| Benoit Van Acker                        | CVP-PSC | Dendermonde               | |
| Josephus Steps                          | CVP-PSC | Dendermonde               | |
| Julius De Pauw                          | BSP-PSB | Dendermonde               | |
| Laurent De Wilde                        | LP      | Dendermonde               | |
| Oscar Behogne                           | CVP-PSC | Charleroi                 | |
| Maurice Brasseur                        | CVP-PSC | Charleroi                 | |
| Georges Bohy                            | BSP-PSB | Charleroi                 | Voorzitter van de BSP-PSB-fractie. |
| Arthur Gailly                           | BSP-PSB | Charleroi                 | |
| Joseph Dedoyard                         | BSP-PSB | Charleroi                 | |
| René De Cooman                          | BSP-PSB | Charleroi                 | |
| Raoul Hicguet                           | BSP-PSB | Charleroi                 | |
| Fernand Masquelier                      | LP      | Charleroi                 | Quaestor. |
| René Dupriez                            | LP      | Charleroi                 | |
| Georges Glineur                         | KPB-PCB | Charleroi                 | |
| Fernand Demany                          | KPB-PCB | Charleroi                 | |
| Hilaire Willot                          | CVP-PSC | Bergen                    | |
| Pierre Couneson                         | CVP-PSC | Bergen                    | |
| Leo Collard                             | BSP-PSB | Bergen                    | |
| Achille Delattre                        | BSP-PSB | Bergen                    | |
| Louis Piérard                           | BSP-PSB | Bergen                    | |
| René Leclercq                           | LP      | Bergen                    | |
| Jean Terfve                             | KPB-PCB | Bergen                    | |
| Joseph Oblin                            | CVP-PSC | Zinnik                    | |
| Gaston Hoyaux                           | BSP-PSB | Zinnik                    | |
| Joseph Martel                           | BSP-PSB | Zinnik                    | |
| Emile Duret                             | BSP-PSB | Zinnik                    | |
| Ernest Challe                           | CVP-PSC | Thuin                     | |
| Max Buset                               | BSP-PSB | Thuin                     | |
| Gaston Juste                            | BSP-PSB | Thuin                     | Secretaris. |
| Fernand Jacquemotte                     | KPB-PCB | Thuin                     | |
| Maurice Couplet                         | CVP-PSC | Doornik-Aat               | |
| Pierre Wigny                            | CVP-PSC | Doornik-Aat               | |
| Jules Hossey                            | BSP-PSB | Doornik-Aat               | |
| Camille Vangraefschepe                  | BSP-PSB | Doornik-Aat               | |
| René Lefebvre                           | LP      | Doornik-Aat               | Voorzitter van de LP-fractie vanaf 16 augustus 1949. |
| Alphonse Bonenfant                      | KPB-PCB | Doornik-Aat               | |
| Eugène Charpentier                      | CVP-PSC | Hoei-Borgworm             | |
| Edmond Leburton                         | BSP-PSB | Hoei-Borgworm             | |
| Georges Housiaux                        | BSP-PSB | Hoei-Borgworm             | |
| Georges Loumaye                         | LP      | Hoei-Borgworm             | |
| Pierre Harmel                           | CVP-PSC | Luik                      | Tot 26 januari 1950 ondervoorzitter en voorzitter van de commissie Openbaar Onderwijs en de commissie Volksgezondheid en Gezin. Vanaf 15 december 1949 voorzitter van de CVP-PSC-fractie. |
| Marcel Philippart de Foy                | CVP-PSC | Luik                      | Secretaris tot 26 januari 1950 en vanaf 26 januari 1950 ondervoorzitter en voorzitter van de commissie Openbaar Onderwijs en de commissie Volksgezondheid en Gezin.                       |
| Paul Streel                             | CVP-PSC | Luik                      | |
| René Demoitelle                         | BSP-PSB | Luik                      | |
| Joseph Merlot                           | BSP-PSB | Luik                      | |
| François Van Belle                      | BSP-PSB | Luik                      | Ondervoorzitter en voorzitter van de commissie Financiën. |
| Alexandrine Fontaine-Borguet            | BSP-PSB | Luik                      | |
| Simon Paque                             | BSP-PSB | Luik                      | |
| Antoine Sainte                          | BSP-PSB | Luik                      | |
| Jean Rey                                | LP      | Luik                      | |
| Maurice Destenay                        | LP      | Luik                      | |
| Julien Lahaut                           | KPB-PCB | Luik                      | |
| Théo Dejace                             | KPB-PCB | Luik                      | |
| Antoinette Raskin-Desonnay              | KPB-PCB | Luik                      | |
| Jean Discry                             | CVP-PSC | Verviers                  | |
| Pierre Kofferschläger                   | CVP-PSC | Verviers                  | |
| Albert Parisis                          | CVP-PSC | Verviers                  | |
| Paul Servais                            | CVP-PSC | Verviers                  | |
| Jules Hoen                              | BSP-PSB | Verviers                  | Quaestor. |
| Jacques Van der Schueren                | LP      | Verviers                  | |
| Paul Clerckx                            | CVP-PSC | Hasselt                   | |
| Alfred Bertrand                         | CVP-PSC | Hasselt                   | |
| Gerard Bijnens                          | CVP-PSC | Hasselt                   | |
| Paul Meyers                             | CVP-PSC | Hasselt                   | |
| Walter-Joseph Thys                      | BSP-PSB | Hasselt                   | |
| Louis Roppe                             | CVP-PSC | Tongeren-Maaseik          | |
| Jozef Dupont                            | CVP-PSC | Tongeren-Maaseik          | |
| Pierre Dexters                          | CVP-PSC | Tongeren-Maaseik          | |
| Lambert Goffings                        | CVP-PSC | Tongeren-Maaseik          | |
| Frans Robyns                            | CVP-PSC | Tongeren-Maaseik          | |
| Nik Meertens                            | CVP-PSC | Tongeren-Maaseik          | |
| Jean Merget                             | CVP-PSC | Aarlen-Marche-Bastenaken  | Quaestor. Van 11 augustus tot 15 december 1949 voorzitter van de CVP-PSC-fractie. |
| Justin Gaspar                           | CVP-PSC | Aarlen-Marche-Bastenaken  | |
| Camille Decker                          | CVP-PSC | Aarlen-Marche-Bastenaken  | |
| Philippe Le Hodey                       | CVP-PSC | Neufchâteau-Virton        | |
| Désiré Lamalle                          | CVP-PSC | Neufchâteau-Virton        | |
| Arsène Uselding                         | CVP-PSC | Neufchâteau-Virton        | |
| Abel Charloteaux                        | CVP-PSC | Dinant-Philippeville      | |
| Henri Lambotte                          | CVP-PSC | Dinant-Philippeville      | |
| Mathieu Jacques                         | CVP-PSC | Dinant-Philippeville      | |
| Roger Rommiée                           | BSP-PSB | Dinant-Philippeville      | |
| Maurice Jaminet                         | CVP-PSC | Namen                     | |
| Charles Héger                           | CVP-PSC | Namen                     | Secretaris vanaf 26 januari 1950. |
| René Dieudonné                          | BSP-PSB | Namen                     | |
| Gustave Fiévet                          | BSP-PSB | Namen                     | |
| Louis Namèche                           | BSP-PSB | Namen                     | |